# ماجراهای آلیس در سرزمین عجایب

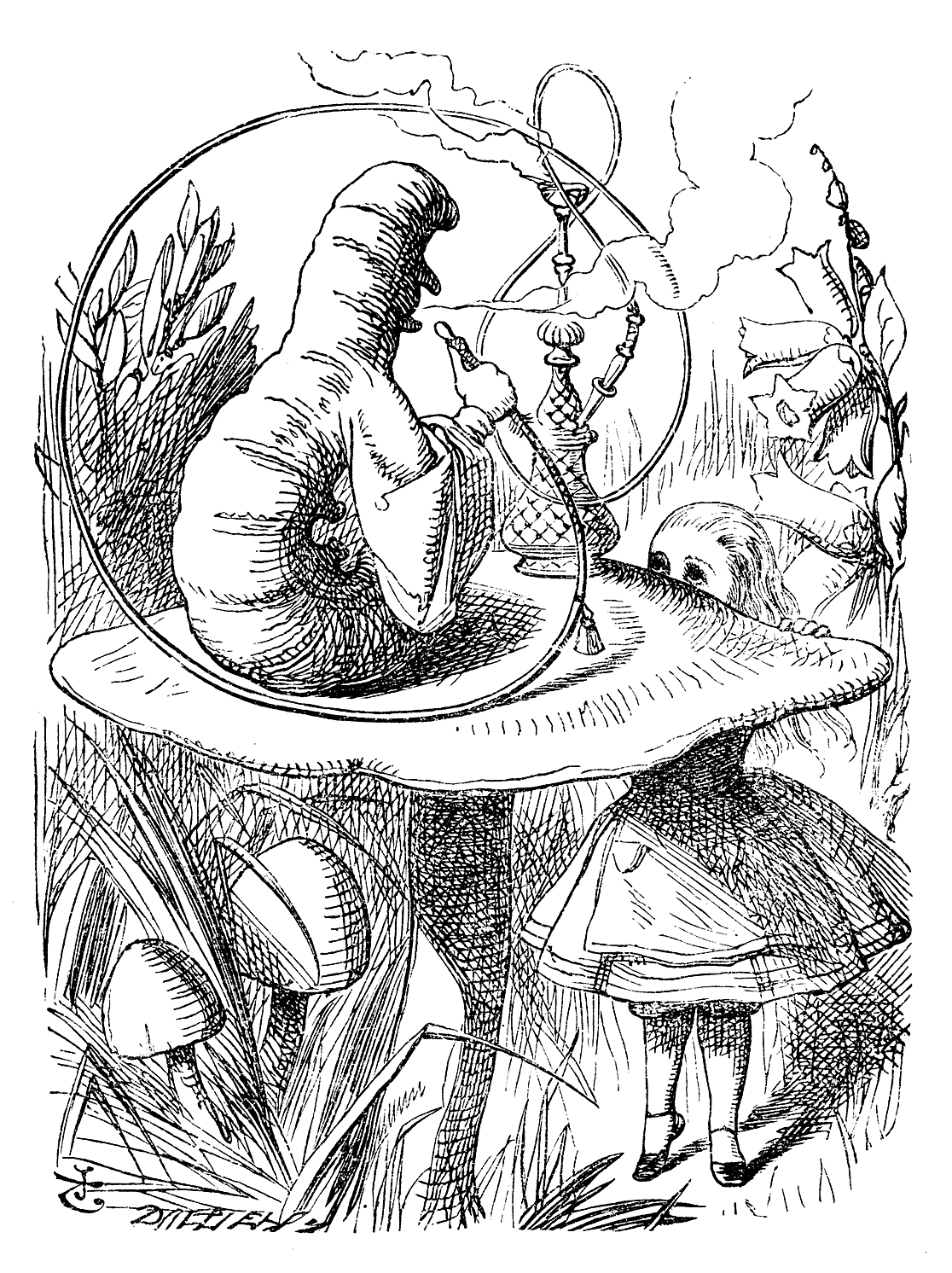
صحنه‌ای از داستان که در آن کرم ابریشم قلیان می‌کشد.

ماجراهای آلیس در سرزمین عجایب (به انگلیسی: Alice's Adventures in Wonderland) نام کتابی است که لوئیس کارول در سال ۱۸۶۵ منتشر کرد. این کتاب که برای کودکان نوشته شده است داستان خیالی سفر دختری به نام آلیس را تعریف می‌کند که به دنبال خرگوش سفیدی به سوراخی در زمین می‌رود و در آنجا با ماجراهای عجیبی روبه‌رو می‌شود.
داستان با رویدادی کاملاً اتفاقی آغاز می‌شود و با تمایل کودکانهٔ آلیس برای عبور از دری کوچک و ورود به باغی پر از گل ادامه می‌یابد. آرزوهای دور از حقیقتی که محقق می‌شوند و موجودات عجیبی که در آن سرزمین حضور دارند و انسان‌انگاری شده‌اند، ادبیات خیال‌پردازانهٔ داستان را شکل می‌دهند و مفاهیمی عمیق را در قالب داستانی کودکانه بیان می‌کنند. آلیس در سرزمین عجایب و ادامهٔ آن، که آن‌سوی آینه (۱۸۷۲)، نام دارد درطی یک قرن و نیم بی‌وقفه تجدیدچاپ شده و نه‌تنها در عرصهٔ چاپ و نشر کتاب و تصویرگری، بلکه در دیگر عرصه‌های هنر نظیر پویانمایی، فیلم، موسیقی، عکاسی و نقاشی نیز تأثیرگذار و الهام‌بخش بوده است. این داستان یکی از بهترین نمونه‌های ژانر ادبیات بی سر و ته به حساب می‌آید.
ماجراهای آلیس در سرزمین عجایب یکی از مشهورترین آثار ادبیات ویکتوریایی محسوب می‌شود و به ۱۷۴ زبان ترجمه شده است.

## خلاصه داستان
بخش ۱- سقوط در سوراخ خرگوش: آلیس دختری هفت ساله است که همراه با خواهر بزرگترش کنار رودخانه نشسته اما حوصله‌اش سر رفته است. او ناگهان خرگوش سفیدی را می‌بیند که لباس به تن دارد و با یک ساعت جیبی به سرعت از جلوی او رد می‌شود. آلیس به دنبال خرگوش داخل یک سوراخ می‌رود و ناگهان شروع به سقوط می‌کند. پس از یک سقوط طولانی، آلیس به راهروی عجیبی می‌رسد که درهای بزرگی دورتادور آن تعبیه شده و همه این درها قفل هستند. او کلید طلایی کوچکی را روی یک میز شیشه‌ای پیدا می‌کند اما کلید برای قفل درها کوچک است. در بار دوم، کلید طلایی به یکی از درها می‌خورد و آن را باز می‌کند و آلیس یک باغ پر از گل و زیبا را می‌بیند و دلش می‌خواهد وارد آن باغ شود اما در کوچک‌تر از آن است که آلیس بتواند از آن رد شود. سپس یک بطری را می‌بیند که روی آن نوشته «مرا بنوش». آلیس مایع بطری را می‌نوشد و ناگهان کوچک و کوچک‌تر می‌شود و قدش ۲۵ سانتیمتر می‌شود و دیگر دستش به کلیدی که روی میز گذاشته بود نمی‌رسد. بعد از آن یک تکه کیک را داخل یک جعبه شیشه‌ای می‌بیند که روی آن نوشته «مرا بخور». آلیس تصمیم می‌گیرد کیک را بخورد تا اگر کوچک‌تر شد از زیر در وارد باغ شود و اگر بزرگ‌تر شد لااقل کلید را از روی میز بردارد.
یخش ۲- استخر اشک: آلیس با خوردن کیک بزرگ و بزرگ‌تر می‌شود و قدش سه متر می‌شود و سرش به سقف راهرو می‌خورد. آلیس کلید طلایی را از روی میز برمی‌دارد اما می‌بیند که باز هم قادر به عبور از در نیست. او که غمگین و ناامید شده زیر گریه می‌زند و اشک‌هایش آنقدر بزرگند که در راهرو سیل راه می‌افتد. خرگوش سقید از شنیدن صدای آلیس می‌ترسد و دستکش‌های کوچک و بادبزنی که در دست داشت را می‌اندازد و می‌رود. آلیس ناگهان متوجه می‌شود که چون خودش را با بادبزن باد زده دارد آب می‌رود و کوچک می‌شود و فوراً بادبزن را می‌اندازد. حالا که کوچک شده به سمت در باغ می‌دود اما می‌بیند که باز در قفل است و کلید طلایی روی میز و نمی‌تواند وارد باغ شود. عمق استخر اشک‌های آلیس به سه متر رسیده و آلیس شناکنان دنبال راه نجات می‌گردد. در همین حال موشی را در حال دست و پا زدن در آب می‌بیند. آلیس گمان می‌کند که این موش فرانسوی است و به زبان فرانسوی دست و پا شکسته با او صحبت می‌کند و به اشتباه می‌گوید «گربه من کجاست؟». موش می‌ترسد و از آلیس فرار می‌کند. استخر کم‌کم پر از پرنده‌ها و حیواناتی می‌شود که برای رسیدن به خشکی شنا می‌کنند از جمله یک اردک، یک دودو، یک طوطی، یک جوجه عقاب و چند حیوان عجیب و غریب دیگر.
بخش ۳- مسابقه رقابتی و حکایت طولانی: آلیس و حیوانات دیگر به خشکی می‌رسند و آنجا دور هم جمع می‌شوند و با هم مشورت می‌کنند که چطور باید خودشان را خشک کنند. موش از همه می‌خواهد بنشینند و به داستان او گوش کنند و سخنرانی کسل‌کننده‌ای دربارهٔ ویلیام فاتح ایراد می‌کند. دودو می‌گوید بهترین راه برای خشک‌شدن این است که همه آنها با هم مسابقه بدهند و دور یک دایره بدوند اما این مسابقه هیچ آغاز و پایانی ندارد و برنده آن معلوم نیست. آلیس دوباره از گربه‌اش، داینا، حرف می‌زند و همه حیوانات را می‌ترساند.
بخش ۴- خرگوش بیل‌کوچولو را می‌فرستد داخل: دوباره سر و کله خرگوش سفید پیدا می‌شود که به دنبال دستکش و بادبزن دوشس آمده است. خرگوش، آلیس را با خدمتکارش ماری آن اشتباه می‌گیرد و به او دستور می‌دهد که برود داخل خانه و دستکش و بادبزن را پیدا کند. آلیس وارد خانه می‌شود و یک بطری دیگر پیدا می‌کند و از آن می‌نوشد و دوباره شروع به بزرگ و بزرگتر شدن می‌کند. خرگوش هراسان به باغبانش، مارمولکی به نام بیل، دستور می‌دهد که از پشت‌بام وارد دودکش شومینه شود و ببیند داخل خانه چه خبر است. آلیس صدای حیواناتی را از بیرون خانه می‌شنود که دور بازوی عظیم‌الجثه او که از پنجره بیرون افتاده جمع شده‌اند. خرگوش اول می‌گوید باید خانه را به آتش بکشند اما آلیس تهدیدشان می‌کنند. حیوانات تکه‌سنگ به سوی او پرتاب می‌کنند و سنگ‌ها همین که به زمین می‌رسند تبدیل به کیک‌های کوچک می‌شوند. آلیس کیک‌ها را می‌خورد و دوباره کوچک می‌شود و از خانه خرگوش فرار می‌کند. آلیس همان‌طور که در جنگل چرخ می‌زند با خودش می‌گوید اولین کاری که باید انجام دهم این است که دوباره تا اندازه اصلی خودم بزرگ شوم. دومین کار هم این است که راهم را به آن باغ قشنگ پیدا کنم. ناگهان چشمش به یک قارچ می‌خورد که یک کرم ابریشم آبی‌رنگ روی آن نشسته و قلیان می‌کشد.
بخش ۵- پند کرم ابریشم: کرم ابریشم از آلیس می‌پرسد کیست و آلیس اعتراف می‌کند که بعد از این همه کوچک و بزرگ شدن دیگر خودش هم نمی‌داند دقیقاً کیست و حتی شعر «زنبور پرمشغله» را هم نمی‌تواند درست به یاد بیاورد. کرم ابریشم از قارچ پایین می‌آید و دور می‌شود و در همین حال به آلیس می‌گوید «یک طرف بلندترت می‌کند، طرف دیگر کوتاه‌تر». آلیس ابتدا متوجه منظور او نمی‌شود اما بعد می‌فهمد منظورش احتمالاً دو طرف قارچ بوده و از هر لبه قارچ یک تکه می‌کند و برای اینکه بفهمد کدام به کدام است از تکه دست راستش گاز می‌زند و ناگهان کوچک و کوچک‌تر می‌شود. فوراً از تکه دست چپ گاز می‌زند تا کوچک‌تر از این نشود اما این بار گردنش چنان دراز می‌شود که سرش از درخت‌ها بالا می‌زند و به آسمان می‌رسد. کبوتری از راه می‌رسد و گمان می‌کند آلیس یک مار است و می‌خواهد تخم‌های لانه او را بخورد. آلیس به یاد می‌آورد که هنوز تکه‌هایی از قارچ در دستش دارد. از دو تکه گاز می‌زند تا آنکه بالاخره به اندازه عادی‌اش می‌رسد. او در فکر رفتن به باغ پر از گل است که ناگهان به یک محوطه بازی می‌رسد که خانه کوچکی به ارتفاع حدوداً یک و نیم متر در آن قرار دارد. آلیس می‌ترسد که اهالی خانه از بزرگی او بترسند برای همین دوباره گاز کوچکی از تکه قارچ دست راستش می‌زند و قدش به ۲۰ سانتیمتر می‌رسد.
بخش ۶- خوک و فلفل؛ پیشخدمتی که صورتش شبیه ماهی است در خانه را می‌زند. پیشخدمت دیگری که صورتش شبیه قورباغه است در را باز می‌کند. پیشخدمت ماهی نامه‌ای بیرون می‌آورد و می‌گوید «برای دوشس. دعوت‌نامه‌ای از جانب ملکه برای بازی کروکت». آلیس پس از گفتگویی با قورباغه وارد خانه می‌شود. آشپز دوشس مشغول پختن سوپی است که بیش از حد فلفل دارد و فلفلی که در هوا پخش شده باعث می‌شود آلیس، دوشس و بچه او شدیداً به عطسه بیفتند اما سرآشپز و «گربه چشایر» که جلوی اجاق لم داده و گوش تا گوش لبخند می‌زند عطسه نمی‌کنند. دوشس بچه‌اش را به آلیس می‌سپارد و می‌رود تا برای بازی کروکت حاضر شود اما بچه ناگهان به یک خوک تبدیل می‌شود. آلیس او را زمین می‌گذارد و بچه به سمت جنگل می‌دود. آلیس گربه چشایر را می‌بیند که روی شاخه درختی نشسته. او آلیس را به سمت خانه «گربه فروردینی» راهنمایی می‌کند و ناپدید می‌شود اما لبخند او جا می‌ماند و در هوا معلق است. آلیس با خود می‌گوید «گربه بدون لبخند زیاد دیدم اما لبخند بدون گربه عجیب‌ترین چیزی است که در تمام عمرم دیده‌ام». آلیس خانه بزرگ خرگوش فروردینی را می‌بیند که دودکش‌هایی به شکل گوش و پشت‌بامی پوشیده از خز دارد. او دوباره گازی از قارچ دست چپش می‌زند تا کمی بزرگ شود و قدش به ۶۰ سانتیمتر می‌رسد.
بخش ۷- مهمانی چای دیوانه‌وار: آلیس وارد خانه می‌شود و می‌بیند زیر درخت میزی چیده‌اند. خرگوش فروردینی، کلاه‌دوز، موش زمستان‌خواب و چند نفر دیگر دور میز نشسته‌اند. آلیس به آنها می‌پیوندد. این حیوانات سؤال‌ها و معماهای زیادی از آلیس می‌پرسند از جمله معمای مشهور «شباهت زاغ و میز تحریر چیست؟». کلاهدوز می‌گوید که آنها تمام روز چای می‌خورند چون «زمان» او را مجازات کرده و ساعت تا ابد روی ۶ عصر (زمان چای خوردن) ثابت مانده است. آلیس از سؤال‌ها و معماها خسته می‌شود و مهمانی را ترک می‌کند و می‌گوید این احمقانه‌ترین مهمانی‌ای بوده که به عمرش رفته است. ناگهان روی تنه درختی یک در می‌بیند و وارد آن می‌شود و به همان راهروی دراز اول برمی‌گردد. کلید طلایی را برمی‌دارد و در باغ را باز می‌کند. بعد گاز کوچکی به قارچ می‌زند و قدش به حدود سی سانتیمتر می‌رسد. بالاخره از در رد می‌شود و به باغچه‌های رنگارنگ و فواره‌های خنک می‌رسد.
بخش ۸- زمین بازی کروکت ملکه: آلیس در ابتدای ورود به باغ سه ورق پاسور زنده را می‌بیند که دارند رزهای سفیدرنگ را قرمز می‌کنند چون ملکه (بی‌بی دل) از رز سفید متنفر است. پس از آن جماعتی از ورق‌های پاسور که دست و پا دارند از جمله سرباز و شاه و ملکه و حتی خرگوش سفید وارد باغ می‌شوند و رژه می‌روند. همه جلوی ملکه تعظیم می‌کنند اما آلیس پس از دیدن شاه و ملکه تعظیم نمی‌کند. ملکه که عصبانی شده اسم آلیس را می‌پرسد و بعد دستور مشهورش یعنی «سرش را بزنید!» را به زبان می‌آورد. شاه از ملکه می‌خواهد کوتاه بیاید. ملکه سپس دستور اعدام آن سه نفری را می‌دهد که مشغول رنگ کردن رزهای سفید بودند اما آلیس آنها را داخل گلدان می‌گذارد و پنهانشان می‌کند و به صف رژه ملحق می‌شود. آلیس به بازی کروکت با ملکه و زیردستان او دعوت می‌شود اما بازی عجیب و غریبی است چون توپ‌های بازی جوجه‌تیغی و چوب‌های بازی فلامینگو هستند. بازی خیلی زود به آشوب و شلوغی کشیده می‌شود و آلیس به فکر فرار می‌افتد. او دوباره گربه چشایر را می‌بیند. ملکه دستور اعدام گربه را می‌دهد اما جلاد می‌گوید که اعدام او غیرممکن است چون فقط سر او را می‌شود دید. آلیس می‌گوید که گربه مال دوشس است و ملکه دستور می‌دهد دوشس را از زندان بیاورند تا مسئله حل و فصل شود.
بخش ۹- داستان لاک‌پشت قلابی: دوشس را به زمین کروکت می‌آورند و دوشس حالا دوست دارد از هر چیز و هر اتفاقی درسی بگیرد و بیان کند. ملکه در حالی که از عصبانیت پا به زمین می‌کوبد به دوشس می‌گوید «فی‌الفور یا خودت می‌روی یا سرت! انتخاب کن!» و دوشس تصمیم می‌گیرد برود. ملکه آلیس را به بازی کروکت دعوت می‌کند و آلیس از ترس می‌پذیرد. ملکه مدام دستور به اعدام این و آن می‌دهد به طوری که پس از مدتی کسی جز خودش و شاه و آلیس در زمین بازی باقی نمانده. ملکه آلیس را به یک شیردال معرفی می‌کند و به او می‌گوید آلیس را پیش لاک‌پشت قلابی ببرد. مسافتی را می‌روند و از دور لاک‌پشت قلابی را می‌بینند که تنها لب یک صخره نشسته و غمگین است و آه می‌کشد. لاک‌پشت قلابی تعریف می‌کند که قبلاً یک لاک‌پشت واقعی بوده و به مدرسه می‌رفته. شیردال حرف‌های او را قطع می‌کند تا بازی کنند.
بخش ۱۰- رقص شاه‌می‌گویی: لاک‌پشت قلابی و شیردال شروع به رقص شاه‌می‌گویی می‌کنند و لاک‌پشت شعر می‌خواند. بعد از کمی گفتگو، آلیس شعر «شنیدم شاه‌میگو» را برای آنها می‌خواند. بعد از آن لاک‌پشت قلابی شعر «سوپ قشنگ» را می‌خواند. شیردال ناگهان آلیس را برای محاکمه می‌برد.
بخش ۱۱- چه کسی تارت‌ها را دزدید؟ : آلیس وارد دادگاهی می‌شود که در آن سرباز دل متهم است به دزدیدن تارت‌های ملکه. هیئت منصفه از حیوانات مختلفی تشکیل شده از جمله بیل مارمولک. خرگوش سفید منشی دادگاه و قاضی دادگاه شاه دل است. شاهد اول کلاهدوز است که فنجان چای به دست وارد می‌شود. ناگهان حس عجیبی به آلیس دست می‌دهد و می‌بیند بازدارد بزرگ می‌شود. شاهد بعدی دادگاه، آشپز دوشس است که ظرف فلفل را هم با خودش آورده. بعد از او ناگهان نام آلیس را به عنوان شاهد سوم صدا می‌زنند.
بخش ۱۲- شهادت آلیس: آلیس که بزرگ شده تصادفاً با دامنش جایگاه هیئت منصفه را واژگون می‌کند و شاه به آلیس دستور می‌دهد جایگاه و حیوانات را سر جایشان برگرداند. سپس شاه از آلیس می‌پرسد که دربارهٔ ماجرای دزدی تارت‌ها چه می‌داند. آلیس می‌گوید هیچ‌چیز نمی‌داند. شاه ناگهان فریاد می‌زند و می‌گوید که طبق قانون ۴۲ «تمام کسانی که قدشان از یک کیلومتر بلندتر است باید دادگاه را ترک کنند» اما آلیس می‌گوید قد او یک کیلومتر نیست و حاضر به ترک دادگاه نمی‌شود. او با شاه و ملکه بر سر نحوه برگزاری دادگاه بحث و جدل می‌کند. بالاخره ملکه اعلام می‌کند که آلیس در ماجرای دزدیدن تارت‌ها مقصر بوده و فریاد می‌زند «سرش را بزنید!». آلیس که حسابی بزرگ شده نمی‌ترسد و می‌گوید «کی به شما اهمیت می‌دهد؟ شما فقط یک دسته ورقید». با شنیدن این حرف، کل دسته ورق‌ها در هوا بلند می‌شوند و روی سر آلیس می‌ریزند. آلیس جیغ کوتاهی می‌کشد و سعی می‌کند آنها را پس بزند که ناگهان بیدار می‌شود و می‌بیند کنار رودخانه خوابیده و سرش روی پای خواهرش است که دارد به آرامی چند برگ خشک را از روی صورت آلیس کنار می‌زند. آلیس تمام این ماجراهای عجیب را برای خواهرش تعریف می‌کند. خواهرش به او می‌گوید بدو برو که وقت چای است و آلیس شروع به دویدن می‌کند اما خواهرش همان‌جا می‌ماند و به ماجراهای عجیبی که آلیس تعریف کرده فکر می‌کند.

## ترجمه‌های فارسی
- آلیس در سرزمین عجایب، ترجمهٔ حسن هنرمندی، تهران، نشر نیل، (۱۳۳۸)
- آلیس در سرزمین عجایب، ترجمهٔ فخرالدین صدیق‌شریف
- آلیس در شگفتزار، ترجمهٔ مسعود توفان (۱۳۶۱)
- آلیس در سرزمین عجایب، ترجمهٔ سعید درودی (۱۳۷۱)
- م‍اج‍راه‍ای آل‍ی‍س در س‍رزم‍ی‍ن ع‍ج‍ای‍ب، ت‍رج‍م‍هٔ محمدتقی بهرامی حرّان، ت‍ه‍ران: نشر ج‍ام‍ی (۱۳۷۴)
- آلیس در سرزمین عجایب، ترجمهٔ زویا پیرزاد، تهران: نشر مرکز، (۱۳۷۵)
- آلیس در سرزمین عجایب، ترجمهٔ الهام ذوالقدر، تهران: نشر بوتیمار، (۱۳۹۵)
- آلیس در سرزمین عجایب، با تصویرگری رالف استدمن، ترجمهٔ حسین شهرابی، تهران: نشر مشکی (۱۳۹۷)
- ماجراهای آلیس در سرزمین عجایب، ترجمهٔ محمدعلی میرباقری، تهران: کتابسرای تندیس، (۱۳۹۸)
- آلیس در سرزمین عجایب، ترجمهٔ سوین الف، کرج: نشر شانی (۱۳۹۹)

## ریاضیات
از آن‌جایی که لوییس کارول یک ریاضی‌دان در کلیسای مسیحی بوده است، در هر دو داستان نمونه‌های زیادی از اشاره به مفاهیم ریاضی دیده می‌شود.

## فیلم‌ها
- آلیس در سرزمین عجایب (فیلم ۱۹۰۳)
- ماجراهای آلیس در سرزمین عجایب (فیلم ۱۹۱۰)
- آلیس در سرزمین عجایب (فیلم ۱۹۱۵)
- آلیس در سرزمین عجایب (فیلم ۱۹۳۱)
- آلیس در سرزمین عجایب (فیلم ۱۹۴۹)
- آلیس در سرزمین عجایب (فیلم ۱۹۵۱) انیمیشنی محصول شرکت والت دیزنی
- آلیس در سرزمین عجایب (فیلم ۱۹۷۶)
- آلیس در سرزمین عجایب (فیلم ۱۹۸۳)
- آلیس در سرزمین عجایب (فیلم ۱۹۸۸)
- آلیس در سرزمین عجایب (فیلم ۱۹۹۵)
- آلیس در سرزمین عجایب (فیلم ۲۰۰۵)
- آلیس در سرزمین عجایب (فیلم ۲۰۱۰) فیلمی ساختهٔ تیم برتون
- آلیس در آن‌سوی آینه (فیلم ۲۰۱۶)
- ماجراهای آلیس در سرزمین عجایب (فیلم ۱۹۷۲)

## دیگر
- آلیس در سرزمین عجایب
- ارباب حلقه‌ها
- بابا لنگ‌دراز
- بزبز قندی
- پری دریایی
- پیر گینت
- پی‌پی جوراب‌بلنده
- تام انگشتی
- جادوگر شهر اُز
- جک و لوبیای سحرآمیز
- جوجه‌اردک زشت
- چوپان دروغگو
- خانهٔ شکلاتی
- دختر خورشید و پسر ماه
- دخترک کبریت‌فروش
- راپانزل
- زیبای خفته
- سفیدبرفی (سفیدبرفی و هفت کوتوله)
- شنل‌قرمزی
- شهره و شادمان
- کفش‌قرمزی
- کلیله و دمنه
- کوراوغلی
- ماجراهای پینوکیو
- ماجراهای تن‌تن و میلو
- نی‌نواز هاملین
- هانسل و گرتل
- هزار و یک روز
- ابومسلم‌نامه
- اسکندرنامه نقالی
- احسن القصص
- رستم نامه
- بوستان خیال
- بهار دانش
- جامع الحکایات
- افسانه شیر سپیدیال
- امیر ارسلان نامدار
- طوطی نامه
- خاله سوسکه
- خاورنامه
- خروسک پریشان
- داراب‌نامه (طرسوسی)
- داستان فلک‌ناز
- داستان‌های امیرحمزه
- داستان‌های حسنک
- دختر شاه پریان
- سلیم جواهری
- سمک عیار
- سندباد نامه
- شهر موش‌ها
- مشدی گلین خانم
- شیرزاد یا ببر و پیرزن
- عروسک سنگ صبور
- علاءالدین
- علی‌بابا و چهل دزد بغداد
- علی مردان خان
- عمو زنجیرباف
- قصه حسین کرد شبستری
- قصه‌های شاهنامه
- کدوی قلقله‌زن
- گرگ بد گنده
- گنجشکک اشی‌مشی
- ماه‌پیشانی
- ماهی سیاه کوچولو
- نارنج و ترنج
- نجمان خاکی
- هفت‌لشکر